# Normanville (Seine-Maritime)
Pour les articles homonymes, voir Normanville.
Normanville est une commune française située dans le département de la Seine-Maritime en région Normandie.

## Géographie
| Riville        |             | Beuzeville-la-Guérard |
| Terres-de-Caux | Normanville |                       |
| Terres-de-Caux |             | Thiouville            |

Normanville est située dans le pays de Caux.

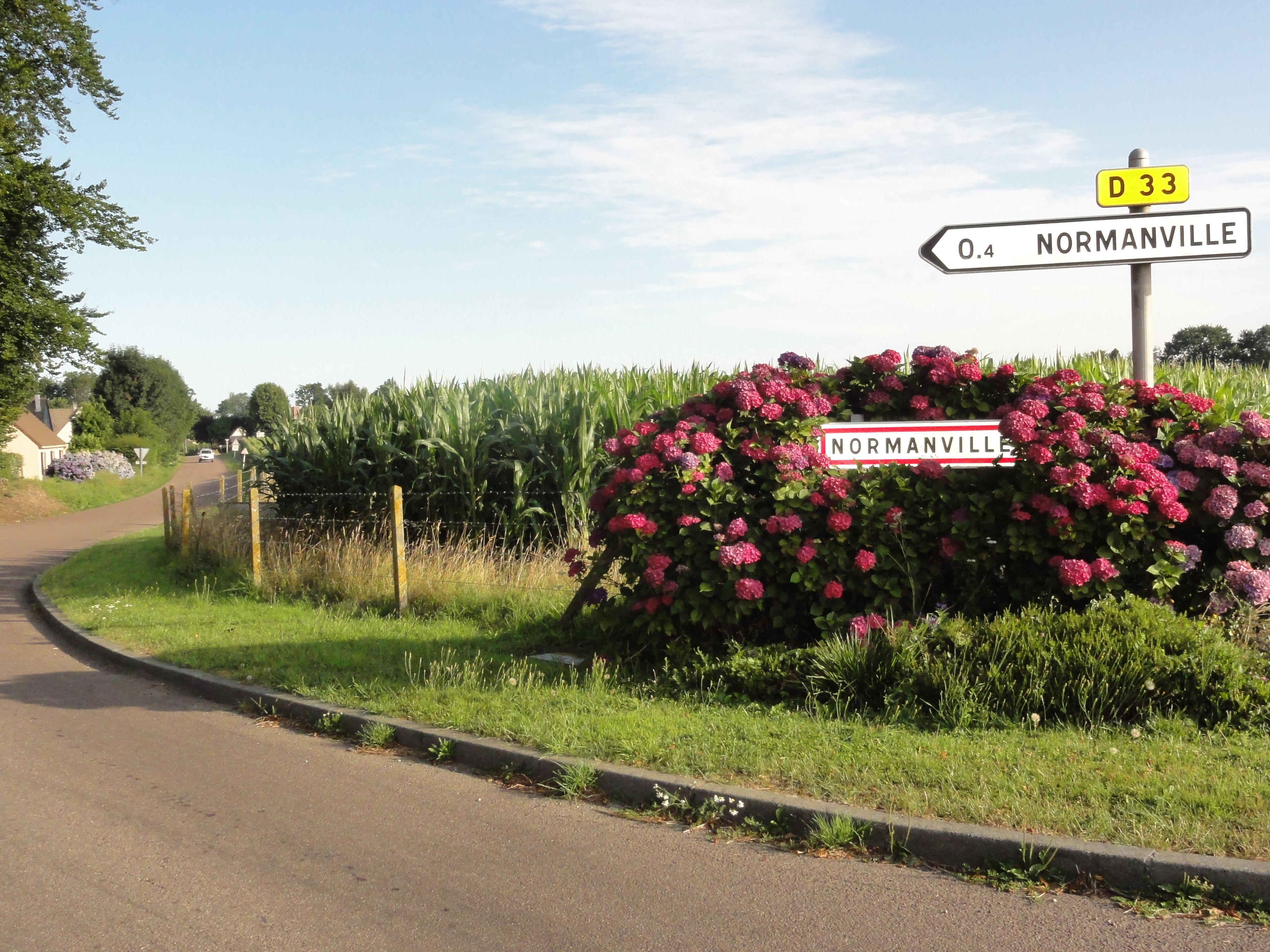
Entrée de Normanville.
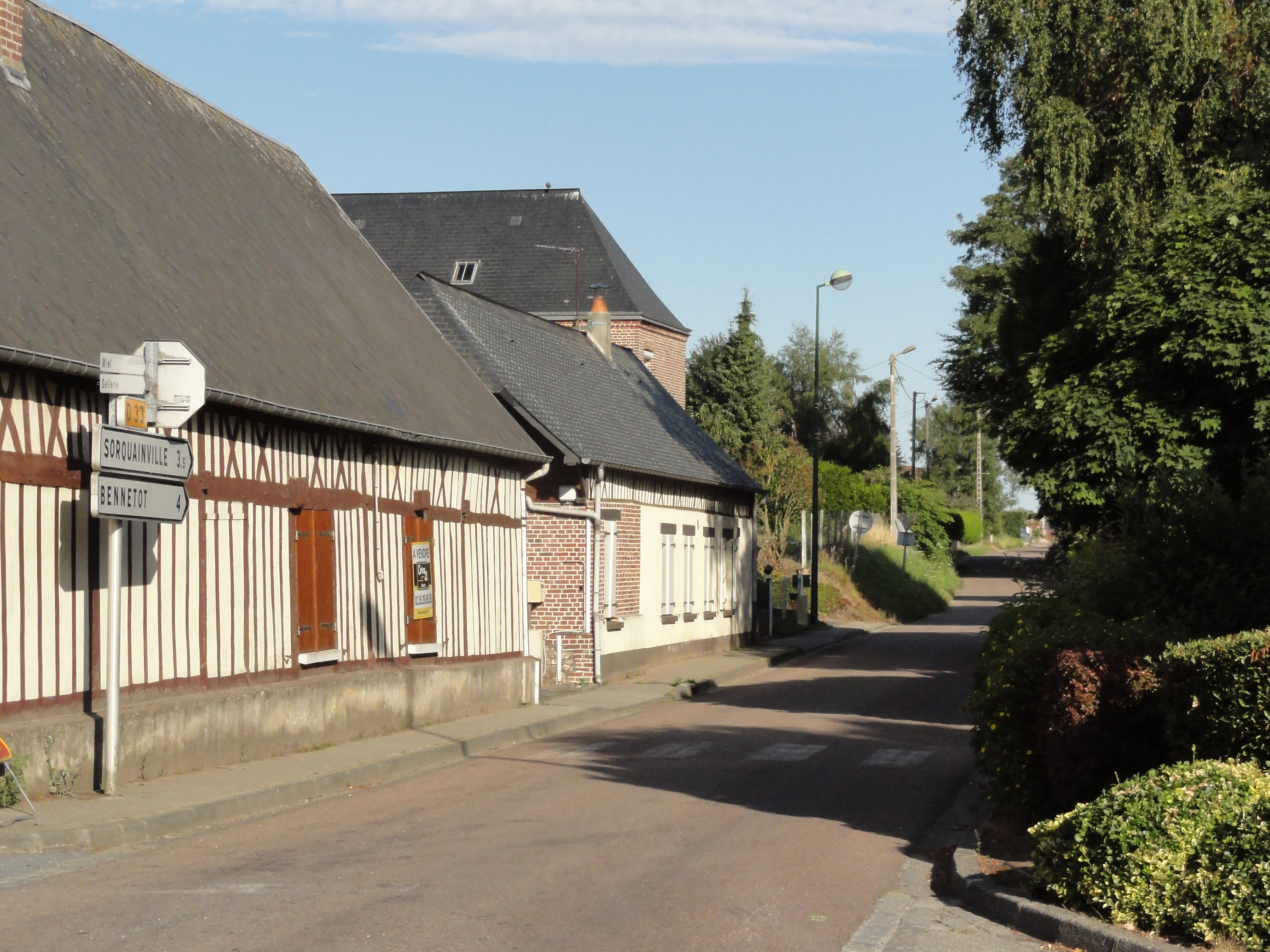
Rue des petits Jardins.
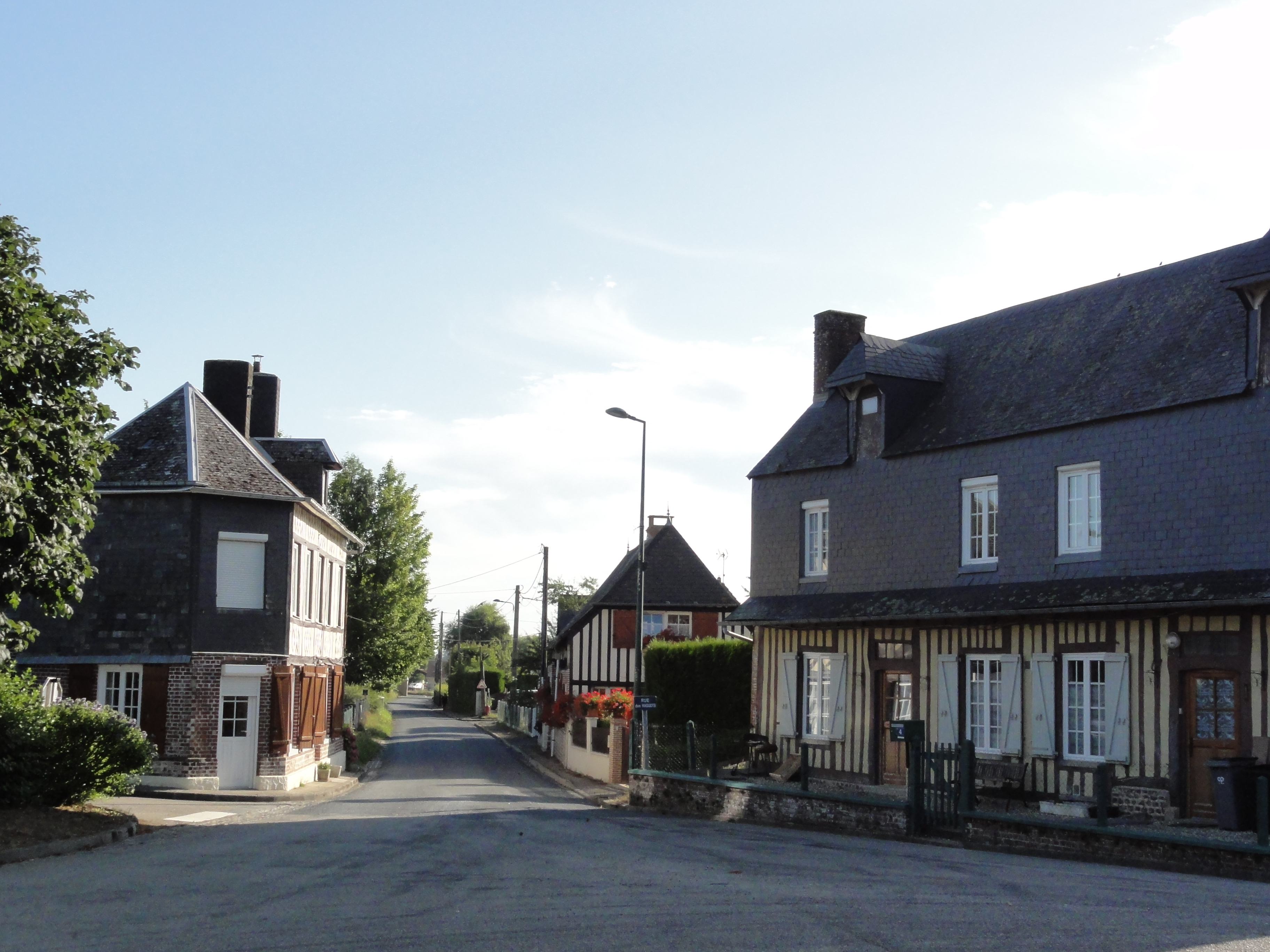
Normanville (Seine-Mar.) rue des Roguets.
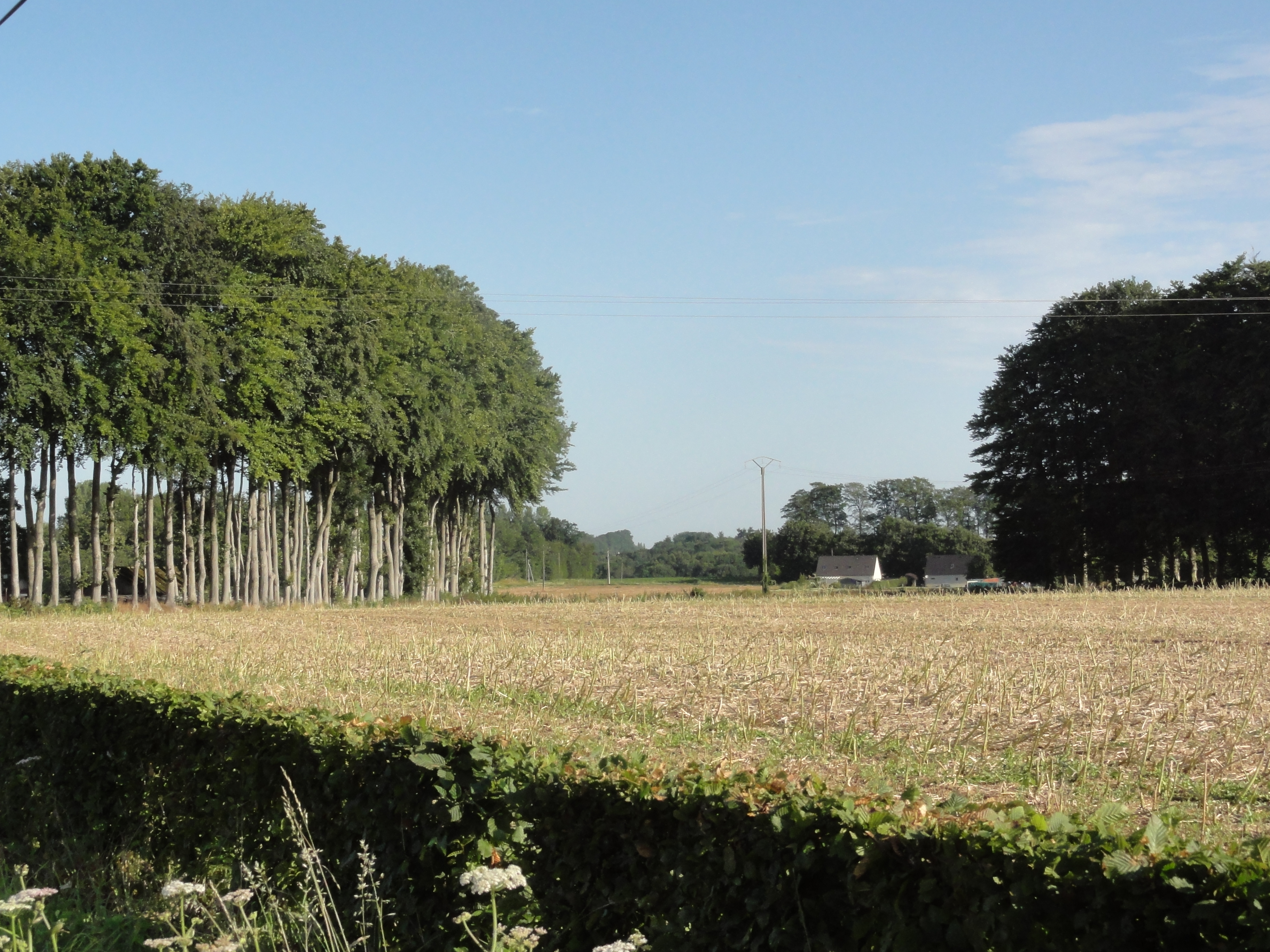
Paysage.

### Hydrographie
La commune est située dans le bassin Seine-Normandie. Elle n'est drainée par aucun cours d'eau,.

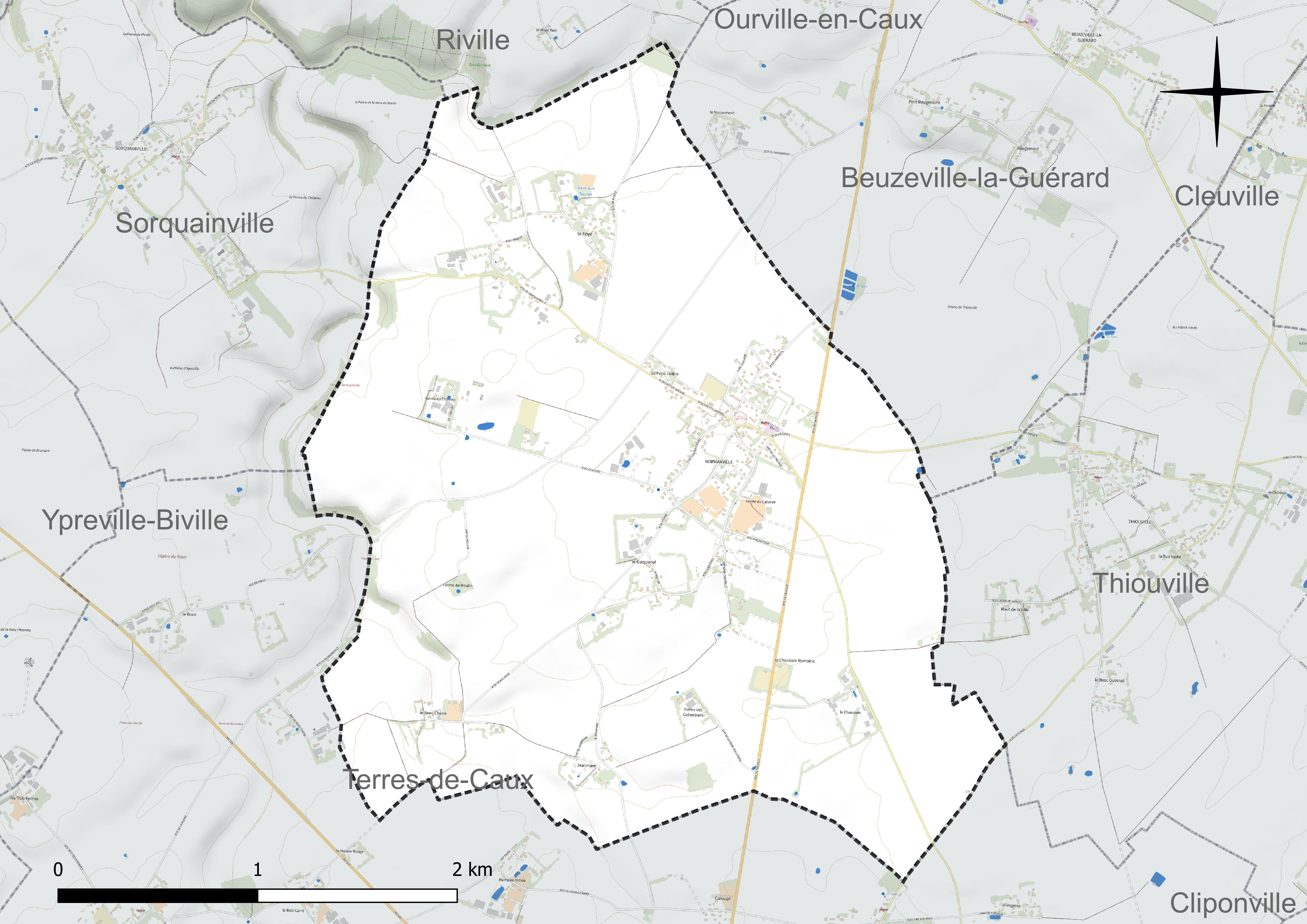
Réseau hydrographique de Normanville.

### Climat
Pour des articles plus généraux, voir Climat de la Normandie et Climat de la Seine-Maritime.
En 2010, le climat de la commune est de type climat océanique franc, selon une étude du CNRS s'appuyant sur une série de données couvrant la période 1971-2000. En 2020, Météo-France publie une typologie des climats de la France métropolitaine dans laquelle la commune est exposée à un climat océanique et est dans la région climatique Côtes de la Manche orientale, caractérisée par un faible ensoleillement (1 550 h/an) ; forte humidité de l’air (plus de 20 h/jour avec humidité relative > 80 % en hiver), vents forts fréquents. Parallèlement le GIEC normand, un groupe régional d’experts sur le climat, différencie quant à lui, dans une étude de 2020, trois grands types de climats pour la région Normandie, nuancés à une échelle plus fine par les facteurs géographiques locaux. La commune est, selon ce zonage, exposée à un « climat maritime », correspondant au Pays de Caux, frais, humide et pluvieux, légèrement plus frais que dans le Cotentin.
Pour la période 1971-2000, la température annuelle moyenne est de 10,2 °C, avec une amplitude thermique annuelle de 13 °C. Le cumul annuel moyen de précipitations est de 928 mm, avec 13,5 jours de précipitations en janvier et 8,9 jours en juillet. Pour la période 1991-2020, la température moyenne annuelle observée sur la station météorologique la plus proche, située sur la commune d'Ectot-lès-Baons à 16 km à vol d'oiseau, est de 10,8 °C et le cumul annuel moyen de précipitations est de 905,5 mm,. Pour l'avenir, les paramètres climatiques de la commune estimés pour 2050 selon différents scénarios d’émission de gaz à effet de serre sont consultables sur un site dédié publié par Météo-France en novembre 2022.

## Urbanisme

### Typologie
Au 1er janvier 2024, Normanville est catégorisée commune rurale à habitat dispersé, selon la nouvelle grille communale de densité à sept niveaux définie par l'Insee en 2022.
Elle est située hors unité urbaine et hors attraction des villes,.

### Occupation des sols
L'occupation des sols de la commune, telle qu'elle ressort de la base de données européenne d’occupation biophysique des sols Corine Land Cover (CLC), est marquée par l'importance des territoires agricoles (96,7 % en 2018), une proportion sensiblement équivalente à celle de 1990 (97,1 %). La répartition détaillée en 2018 est la suivante : 
terres arables (82,4 %), prairies (14,3 %), zones urbanisées (3,3 %). L'évolution de l’occupation des sols de la commune et de ses infrastructures peut être observée sur les différentes représentations cartographiques du territoire : la carte de Cassini (XVIIIe siècle), la carte d'état-major (1820-1866) et les cartes ou photos aériennes de l'IGN pour la période actuelle (1950 à aujourd'hui).

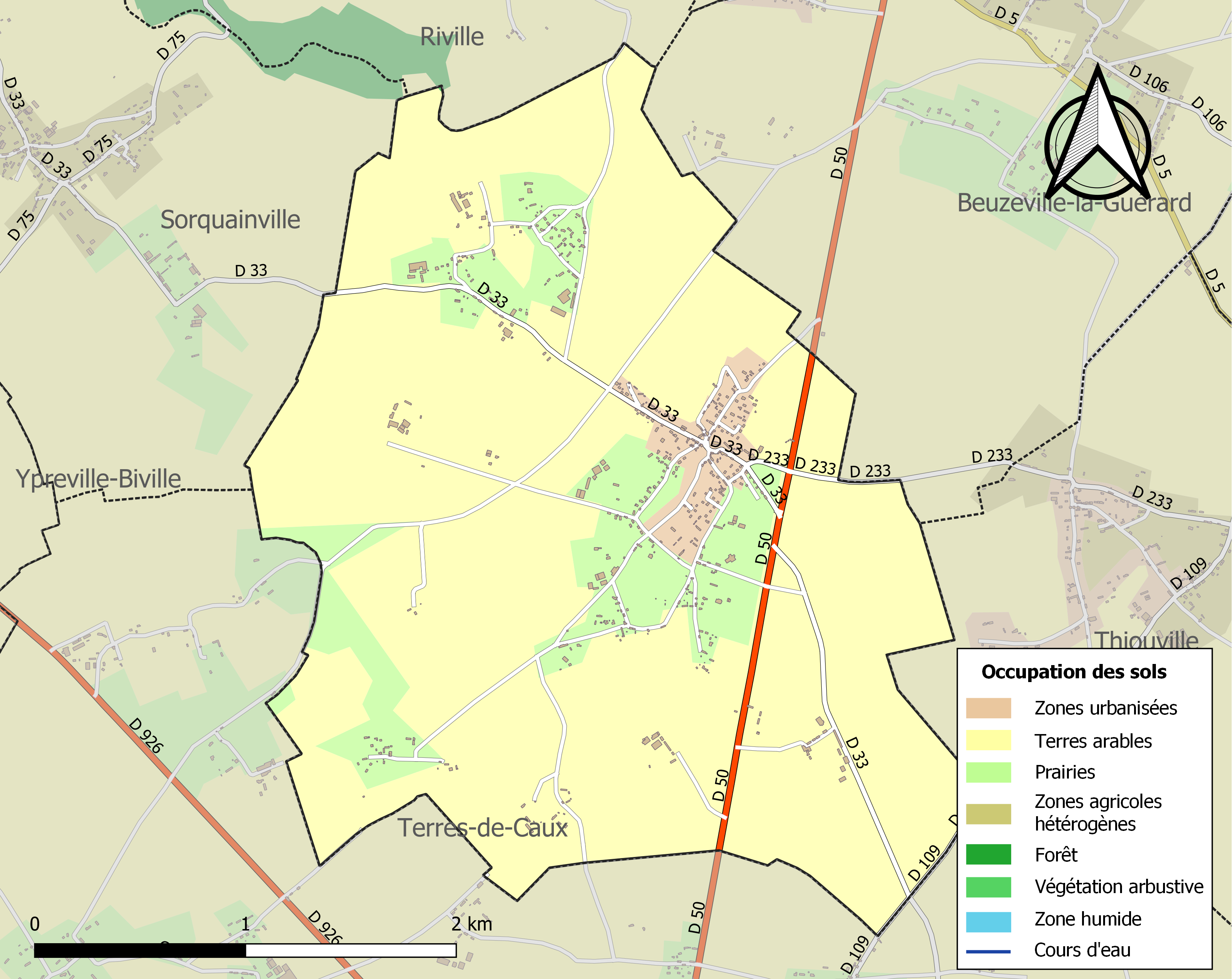
Carte des infrastructures et de l'occupation des sols de la commune en 2018 (CLC).

## Toponymie
Le nom de la localité est attesté sous la forme Normanvilla fin du XIIe siècle.
Homonymie avec Normanville (Eure), « domaine de l'homme du Nord ».

## Histoire
La cure de Normanville était divisée en trois portions (avec une seule église). Les Pestel, barons de Normanville, présentaient le curé de la première portion, les seigneurs d'Ausseville, présentaient à la deuxième portion, mais dès 1342, ce sont aussi les Pestel. L'archevêque de Rouen présentait à la troisième portion. Chaque portion avait son presbytère (le manoir presbytéral de la portion archiépiscopale existe toujours).
D'après certaines sources généalogiques Roger de Normanville (1455) est seigneur de Normanville et de Hardouville. Vraisemblablement descendant de cette famille, François Pestel de Normanville (1678) est propriétaire de la seigneurie. Puis, son fils, Jacques François Pestel de Normanville lui succède. Le dernier descendant direct de cette  lignée, Charles Jacques François Pestel de Normanville,  marquis de Saint-Laurent, né en 1689, croule sous les charges imposées par le roi Louis XIV (1638/1715) comme tous les seigneurs de l'époque et doit vendre la terre de ses ancêtres.

## Politique et administration
| Période                                  | Période                    | Identité           | Étiquette | Qualité                                             |
| ---------------------------------------- | -------------------------- | ------------------ | --------- | --------------------------------------------------- |
| Les données manquantes sont à compléter. |                            |                    |           |                                                     |
| mars 2001                                | novembre 2012              | Dominique Baudouin | PS        | Retraité de la pétrochimie Décédé en fonction       |
| janvier 2013                             | 2014                       | Patrice Queval     |           | Retraité de l'éducation nationale                   |
| 2014                                     | 2024                       | Laurent Godefroy   | PCF       | éducateur technique Réélu pour le mandat 2020-2026, |
| 6 décembre 2024                          | En cours (au 10 août 2020) | Christophe Le Leu  |           |                                                     |

## Démographie
L'évolution du nombre d'habitants est connue à travers les recensements de la population effectués dans la commune depuis 1793. Pour les communes de moins de 10 000 habitants, une enquête de recensement portant sur toute la population est réalisée tous les cinq ans, les populations de référence des années intermédiaires étant quant à elles estimées par interpolation ou extrapolation. Pour la commune, le premier recensement exhaustif entrant dans le cadre du nouveau dispositif a été réalisé en 2008.

En 2022, la commune comptait 653 habitants, en évolution de −3,26 % par rapport à 2016 (Seine-Maritime : +0,35 %, France hors Mayotte : +2,11 %).
| 1793  | 1800 | 1806  | 1821  | 1831  | 1836  | 1841  | 1846  | 1851  |
| ----- | ---- | ----- | ----- | ----- | ----- | ----- | ----- | ----- |
| 1 400 | 986  | 1 129 | 1 171 | 1 212 | 1 320 | 1 237 | 1 260 | 1 210 |

| 1856  | 1861  | 1866  | 1872  | 1876  | 1881 | 1886 | 1891 | 1896 |
| ----- | ----- | ----- | ----- | ----- | ---- | ---- | ---- | ---- |
| 1 200 | 1 157 | 1 212 | 1 239 | 1 060 | 961  | 934  | 892  | 784  |

| 1901 | 1906 | 1911 | 1921 | 1926 | 1931 | 1936 | 1946 | 1954 |
| ---- | ---- | ---- | ---- | ---- | ---- | ---- | ---- | ---- |
| 774  | 701  | 691  | 496  | 470  | 491  | 480  | 479  | 464  |

| 1962 | 1968 | 1975 | 1982 | 1990 | 1999 | 2006 | 2008 | 2013 |
| ---- | ---- | ---- | ---- | ---- | ---- | ---- | ---- | ---- |
| 473  | 448  | 422  | 423  | 530  | 589  | 579  | 577  | 670  |

| 2018 | 2022 | - | - | - | - | - | - | - |
| ---- | ---- | - | - | - | - | - | - | - |
| 663  | 653  | - | - | - | - | - | - | - |

## Enseignement
Normanville a une école élémentaire
De la Petite section au CM2
La salle la Pommeraie sert de cantine. Le périscolaire se situe a Thiouville. L'école se nomme Dominique Baudoin en hommage à l'ancien maire décédé 

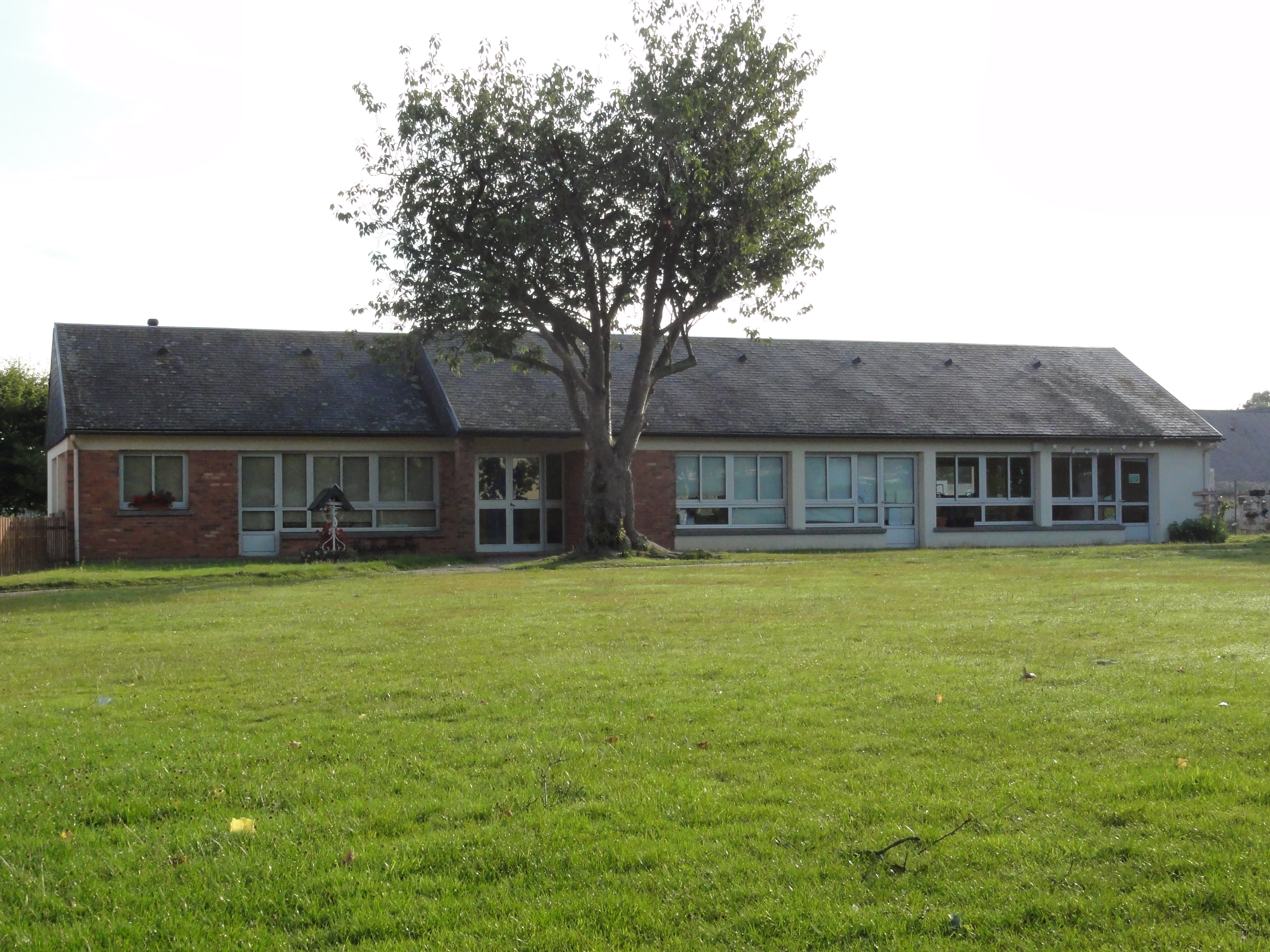
L'école

## Culture locale et patrimoine

### Lieux et monuments
- Église Saint-Ouen-et-Saint-Barthélemy. Chœur du XIIIe siècle. Nef rebâtie en 1833 (corniche en tuf du XIe ou XIIe, conservée). Clocher-porche édifié en 1836. Retable majeur des XVIIe et XIXe. Le baptistère en pierre du XIIe a malheureusement disparu.
- Monument aux morts.
- Croix de chemin à double face.
- Jardin ayant reçu le label « jardin remarquable ».
- Château de Normanville (en ruine).
- Chapelle Saint-Éloy-et-Saint-Nicolas (en ruine).
- Manoir du XVe siècle à Mesnil Lieubourg.

### Galerie

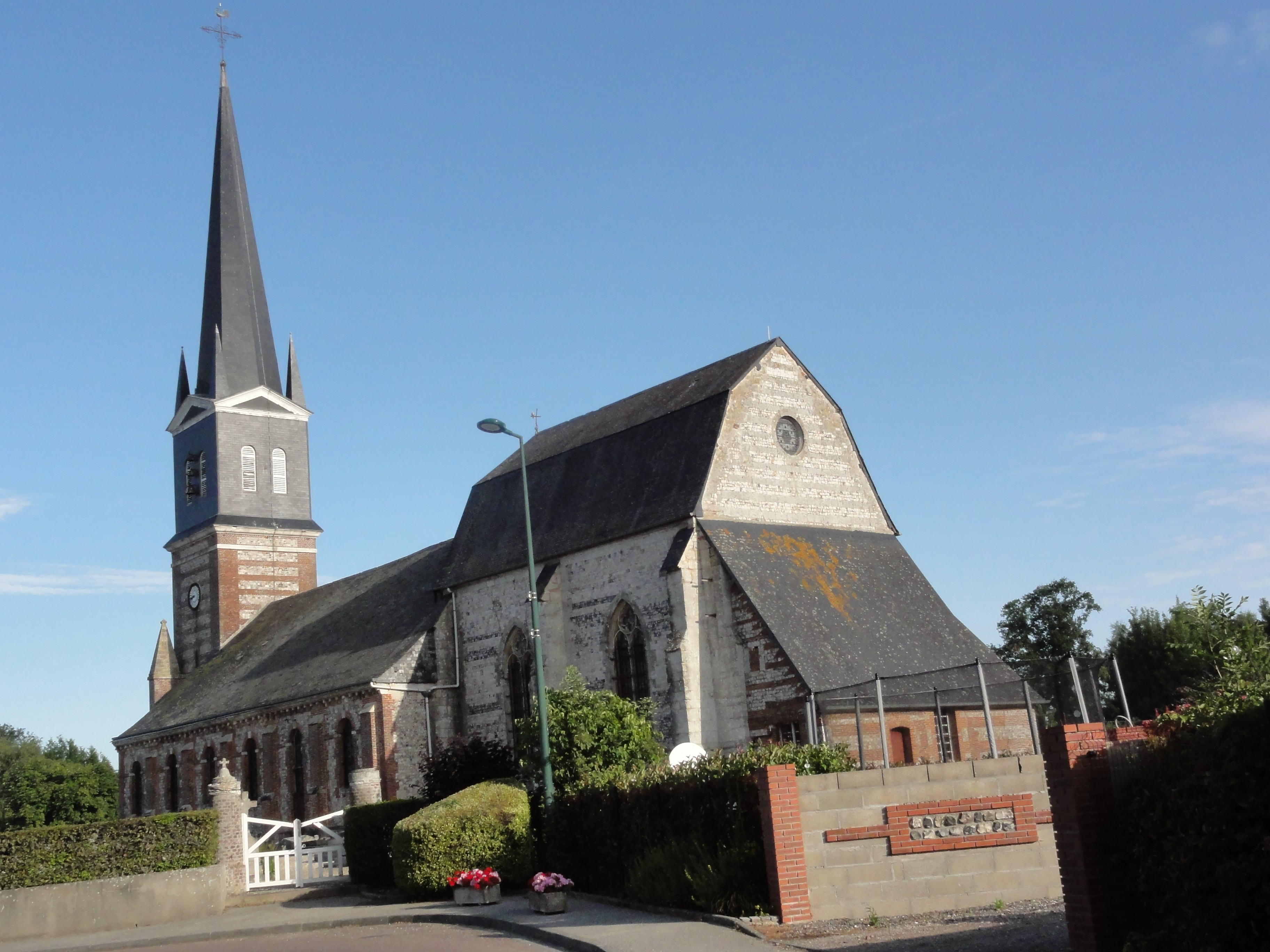
Église Saint-Ouen-et-Saint-Barthélemy.
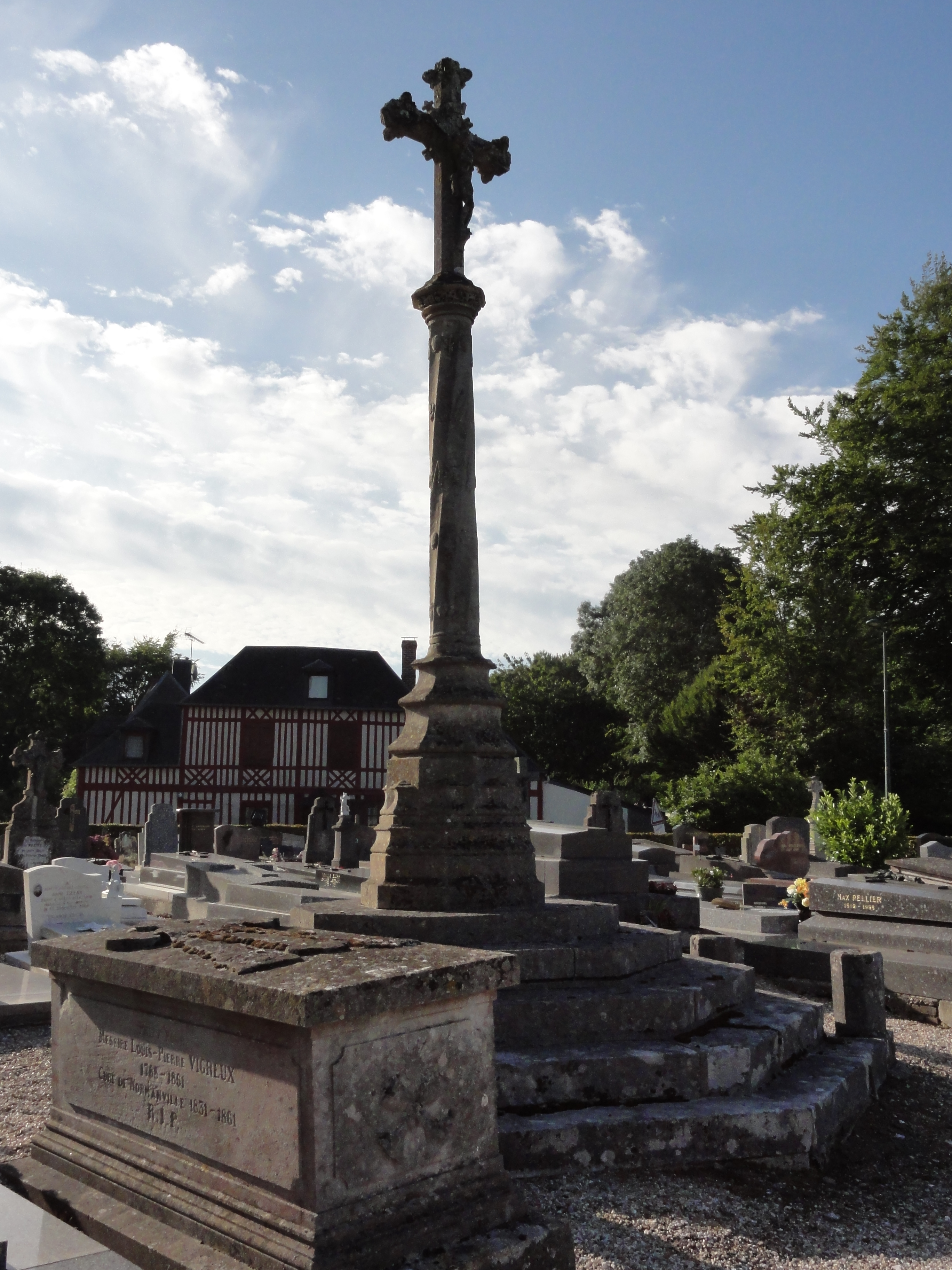
Croix du cimetière.
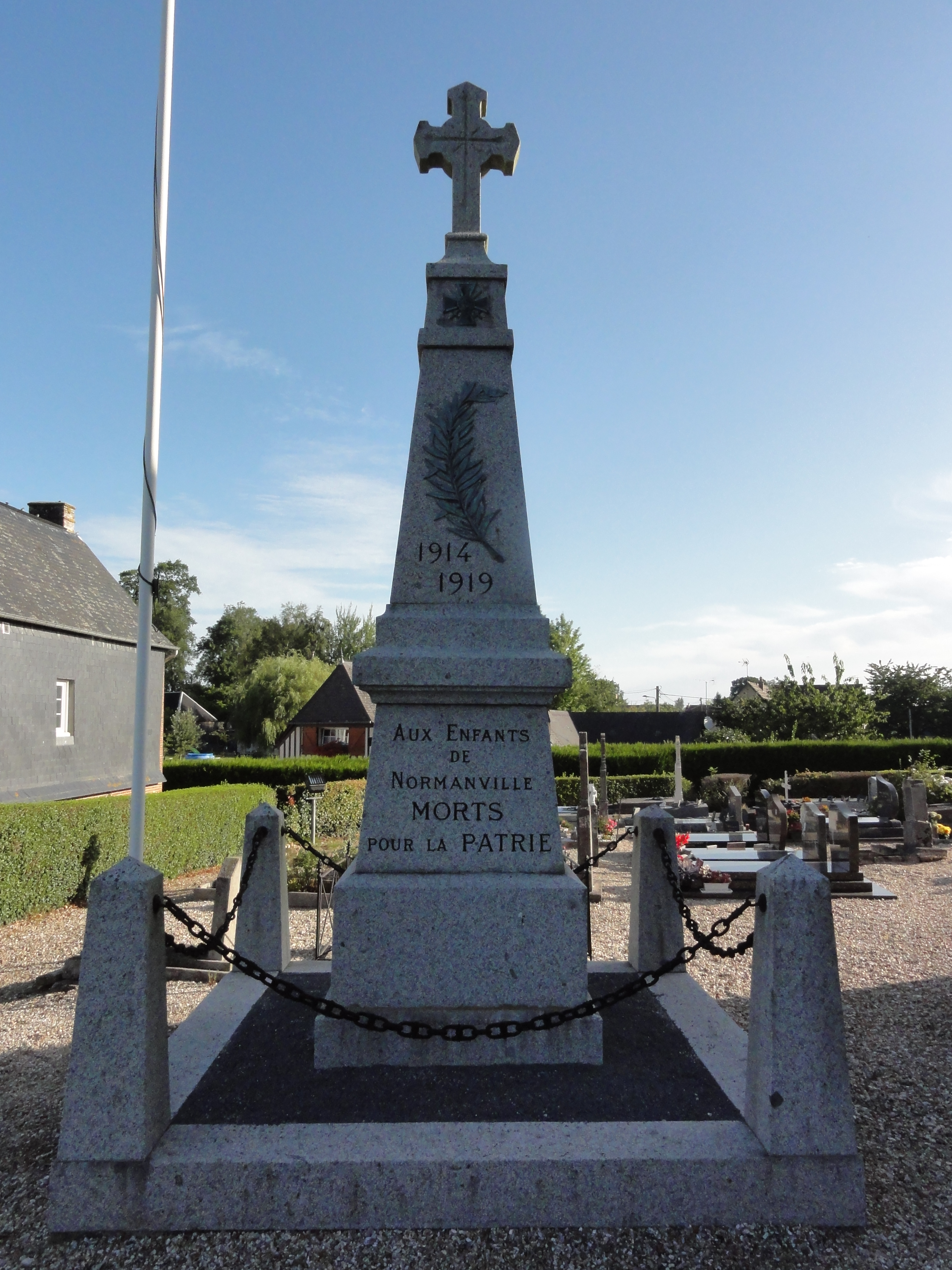
Monument aux morts.
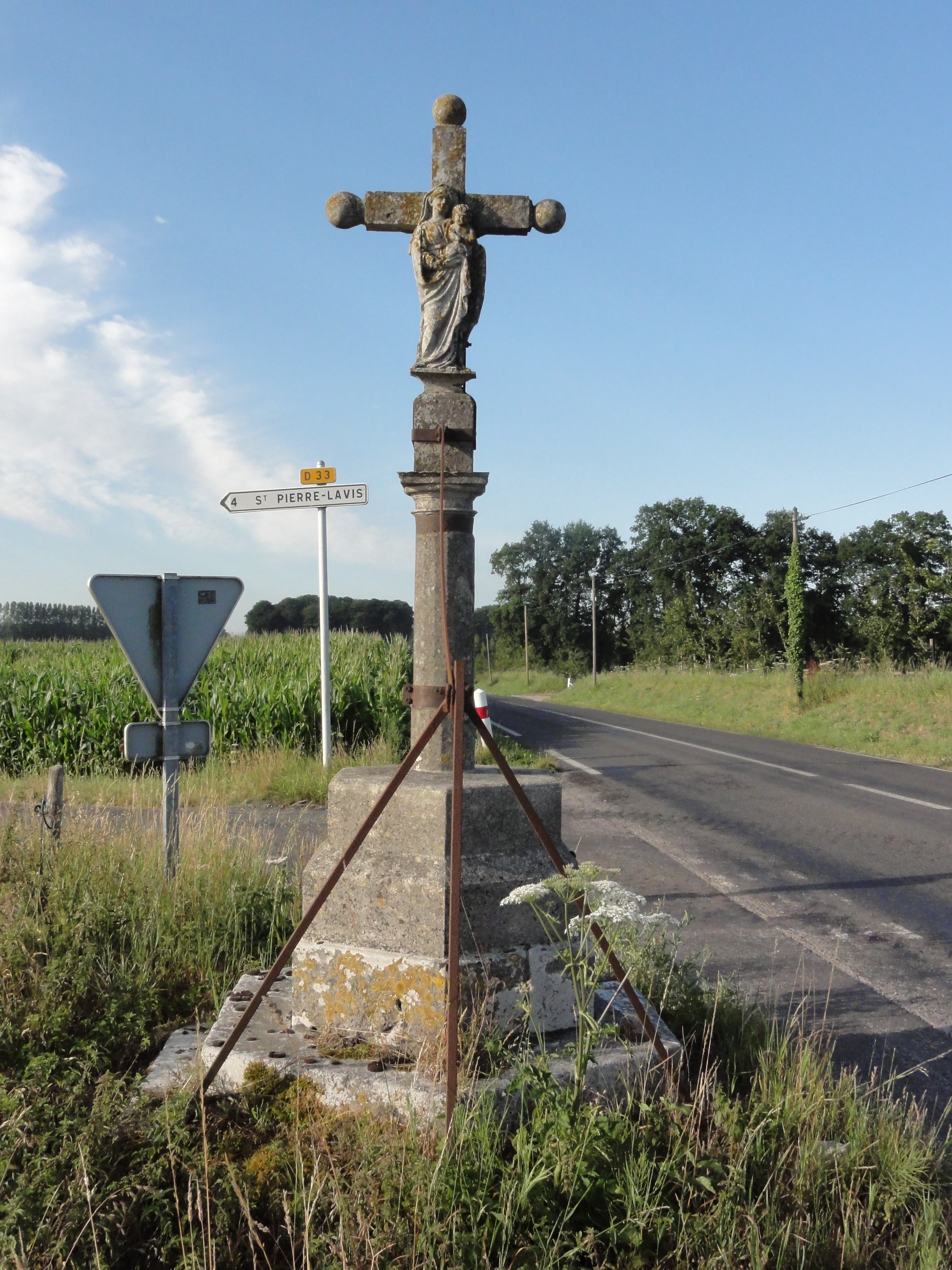
Croix de chemin à double face.

### Personnalités liées à la commune
- Le médiéviste Pierre Aubé y est né en 1944.

### Héraldique
| Blason de Normanville (Seine-Maritime) | Blason  | D’azur à la croix fourchée d’argent cantonnée de quatre molettes d’or. |
| Blason de Normanville (Seine-Maritime) | Détails |                                                                        |